# 陶其敏
陶其敏（1931年—2017年11月15日），女，江苏苏州人，中国实验诊断专家、临床免疫学专家、肝病专家，曾任北京医科大学教授、博士生导师。 1975年7月，陶其敏、冯百芳等人的团队研制出中国大陆第一代血源性“乙型肝炎疫苗”，被称为“7571疫苗”。